# LM-2008
LM-2008 (71-153) − czteroosiowy, częściowo niskopodłogowy tramwaj produkcji zakładów PTMZ mieszczących się w Petersburgu. 

## Konstrukcja
Tramwaj LM-2008 powstał na bazie tramwaju LWS-2005. Wagony LM-2008 są 4 osiowe, jednokierunkowe i jednostronne. Tramwaj o długości 15 m i szerokości 2,5 m wyposażono w dwa wózki (oba napędne). Każdy wózek ma po dwa silniki o mocy 55 kW każdy, dodatkowo pomiędzy wózkami zastosowano niską podłogę, która stanowi 40% długości wagonu. Niska podłoga umieszczona jest 350 mm nad główką szyny, natomiast wysoka podłoga jest na wysokości 750 mm nad główką szyny. Jeden wagon może pomieścić 165 pasażerów w tym 28 na miejscach siedzących. 

## Eksploatacja
Pierwsze tramwaje LM-2008 wyprodukowano w 2008. Pierwszy wyprodukowany egzemplarz trafił do Tuły, natomiast kolejne trafiały do Petersburga. Dwa pierwsze tramwaje dla Petersburga dostarczono na początku grudnia 2008. Łącznie wyprodukowano 62 tramwaje tego typu:
| Państwo | Miasto         | Rozstaw torów (mm) | Numery               | Lata dostaw | Ilość | Uwagi |
| ------- | -------------- | ------------------ | -------------------- | ----------- | ----- | ----- |
| Ukraina | Donieck        | 1524               | 3201                 | 2010        | 1     |       |
| Rosja   | Krasnojarsk    | 1524               | 007                  | 2009        | 1     |       |
| Ukraina | Mariupol       | 1524               | 401, 402             | 2012        | 2     |       |
| Rosja   | Moskwa         | 1524               | 4901−4911, 5903−5912 | 2010        | 21    |       |
| Rosja   | Niżny Nowogród | 1524               | 2501                 | 2009        | 1     |       |
| Rosja   | Petersburg     | 1524               | 1401−1433            | 2009−2010   | 33    |       |
| Rosja   | Tuła           | 1524               | 1                    | 2008        | 1     |       |
|         |                |                    |                      | Razem       | 62    |       |